# The Signpost
《The Signpost》（直译为「路标」）或称《维基简讯》，前称《The Wikipedia Signpost》（直译为「维基百科路标」），是英语维基百科的線上報紙，由维基百科社群主办，维基百科编辑撰稿，主要报道维基百科社群及维基百科的消息，包括仲裁委员会裁决、维基媒体基金会议题及其他与维基百科相关的项目。该报由维基人迈克尔·斯诺于2005年1月创办该刊并担任编辑，直至2008年2月获任命为维基百科基金会的董事。
前总编The ed17表示，自己于2012年至2015年就任期间，该报报道的范畴不断扩大，不仅报道维基百科及维基百科社群，还关注更大范围的维基百科运动。2015年1月，维基百科编辑Gamaliel和Go Phightins!继任总编，之后Pete Forsyth和Evad37分别于2016年和2017年继任总编。2015年6月报道欧洲修改全景自由的法律后，《The Signpost》被许多出版物当作延伸材料引用。
《The Signpost》是多家学术期刊的研究对象，被洛斯阿拉莫斯国家实验室和达特茅斯学院的研究员参考。另外该报还被其他著作介绍，其中《维基百科编辑手册》认为有雄心的维基百科新编辑必须看《The Signpost》。

## 历史

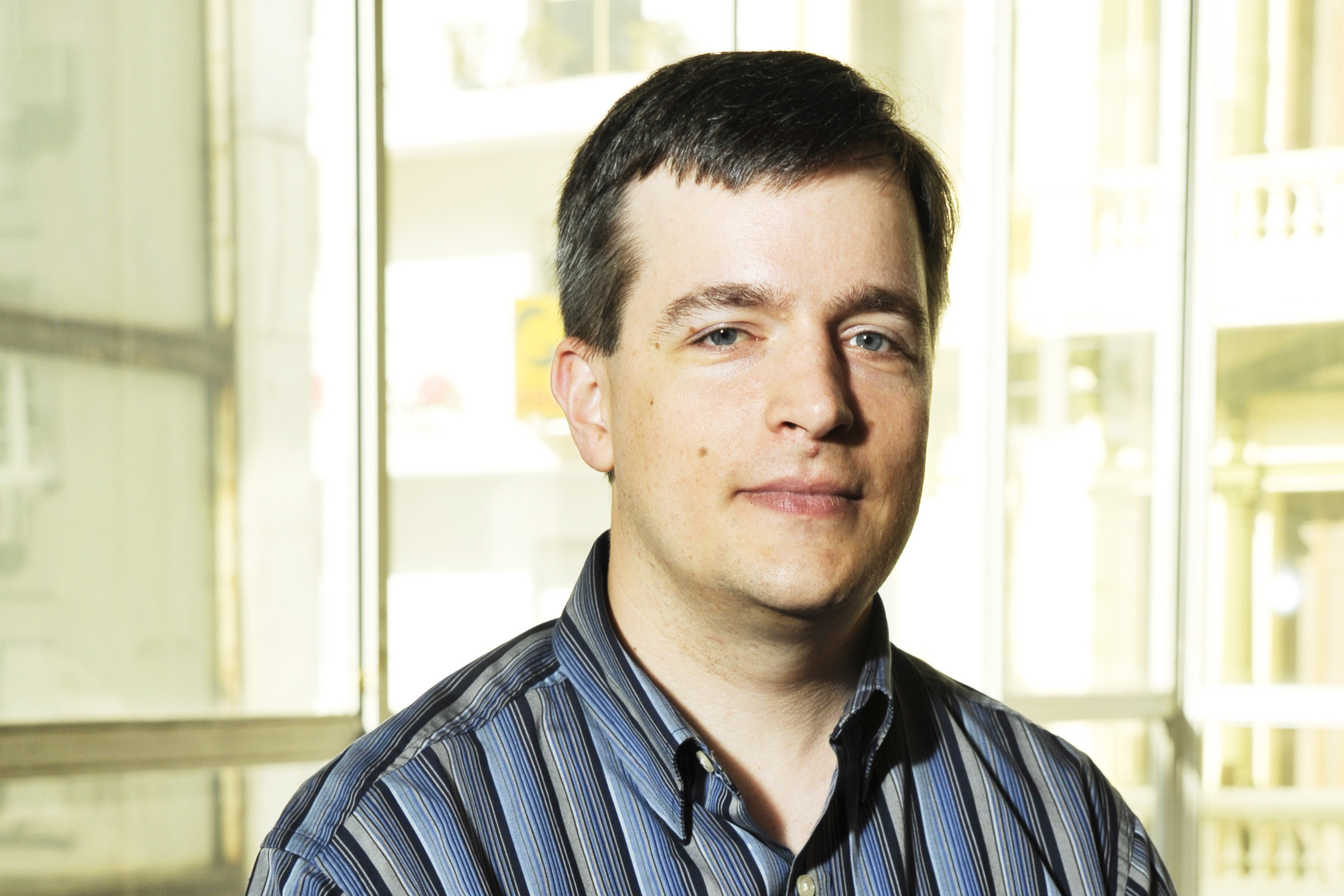
《Signpost》创办人迈克尔·斯诺后来出任维基媒体基金会董事

線上報紙《The Wikipedia Signpost》于2005年1月首次出版，后更名《The Signpost》，后来出任维基媒体基金会董事的维基人迈克尔·斯诺举办，形式类似拉里·桑格于2001年11月20日创立的《维基百科公告》（Wikipedia: Announcements） 、元维基于2002年11月14日创立的《维基媒体新闻》（Wikimedia News）和德语维基百科于2003年12月10日创立的《维基速递》（Wikipedia-Kurier）。
斯诺在创刊号上表示“希望这份报纸，能够为关心维基百科社群发展的人们带去有价值的新闻消息”，称“The Signpost”这个名字代表着维基百科编辑在讨论页发表帖子时使用数字签名的做法。2005年8月，斯诺辞任《The Signpost》总编，同时继续为该报撰稿，直至2008年2月获委任董事。之后Ral315继任总编一职，他在自己的首篇贴文中写道：“我由衷感谢迈克尔对《Signpost》的贡献，这是个伟大的构想，能帮助维基人了解维基百科的动向 。”2007年9月，他在《The Signpost》举行调查，结果显示每周约2800名维基百科用户阅读该报。
2008年7月，Ral315撰文介绍《The Signpost》的透明度，承认该报遵照维基媒体基金会的请求，决定不发表文章讨论基金会面临的一起尚未裁决的官司。他认为这个举动“令人觉得遗憾，但很有必要”，因为报纸隶属于维基媒体基金会，报道该起官司“可能会对案件带来严重的后果”，担忧这项决定影响到报纸的未来：“我仍对这种情况的非常性质感到困扰，因为这是我头一次在维基媒体基金会的施压下，不去撰写或发表报道。这件事也给我们留下一个危险的先例，我希望这个先例只有在最严重的情况下才会出现。”

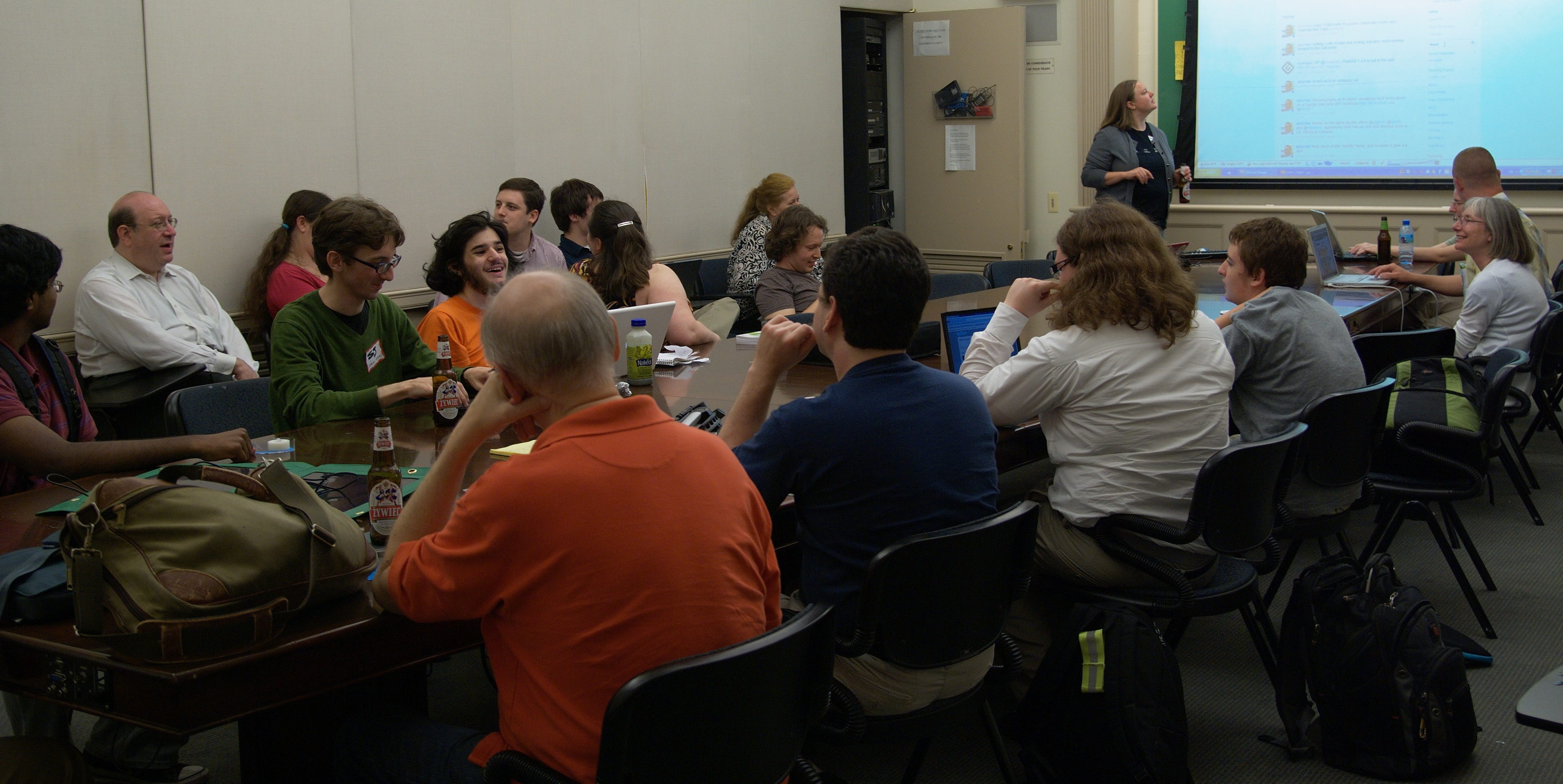
参与《The Signpost》的维基人出席在纽约举行的会议，摄于2009年

截至2008年11月第200期出版，报纸共刊出181人撰写的1731篇文章。2009年2月，接任总编的维基百科用户Ragesoss改革版面布局。2010年6月，HaeB接任辞任总编的Ragesoss，一上任引发《The Wikipedia Signpost》是否应更名为《The Signpost》的辩论。同年，由志愿编者主办的姊妹出版物陆续面世，包括播客《维基百科周刊》（The Wikipedia Weekly）及新闻简报《维基志》（The Wikizine）。
2011年7月，HaeB辞任总编，获维基媒体基金会聘任。他表示：“如果我继续为这份社群主办的出版物做最终的采编决定，会引发非常多的利益冲突。”历经三任临时总编，维基百科用户The ed17于2012年5月接任《The Signpost》第八任总编。The ed17之前负责编辑军事史维基专题的出版物《号角》（The Bugle）。《国际财经时报》指出，2013年《The Signpost》曾发表调查报导，调查Wiki-PR在维基百科上做出存在利益冲突的编辑。

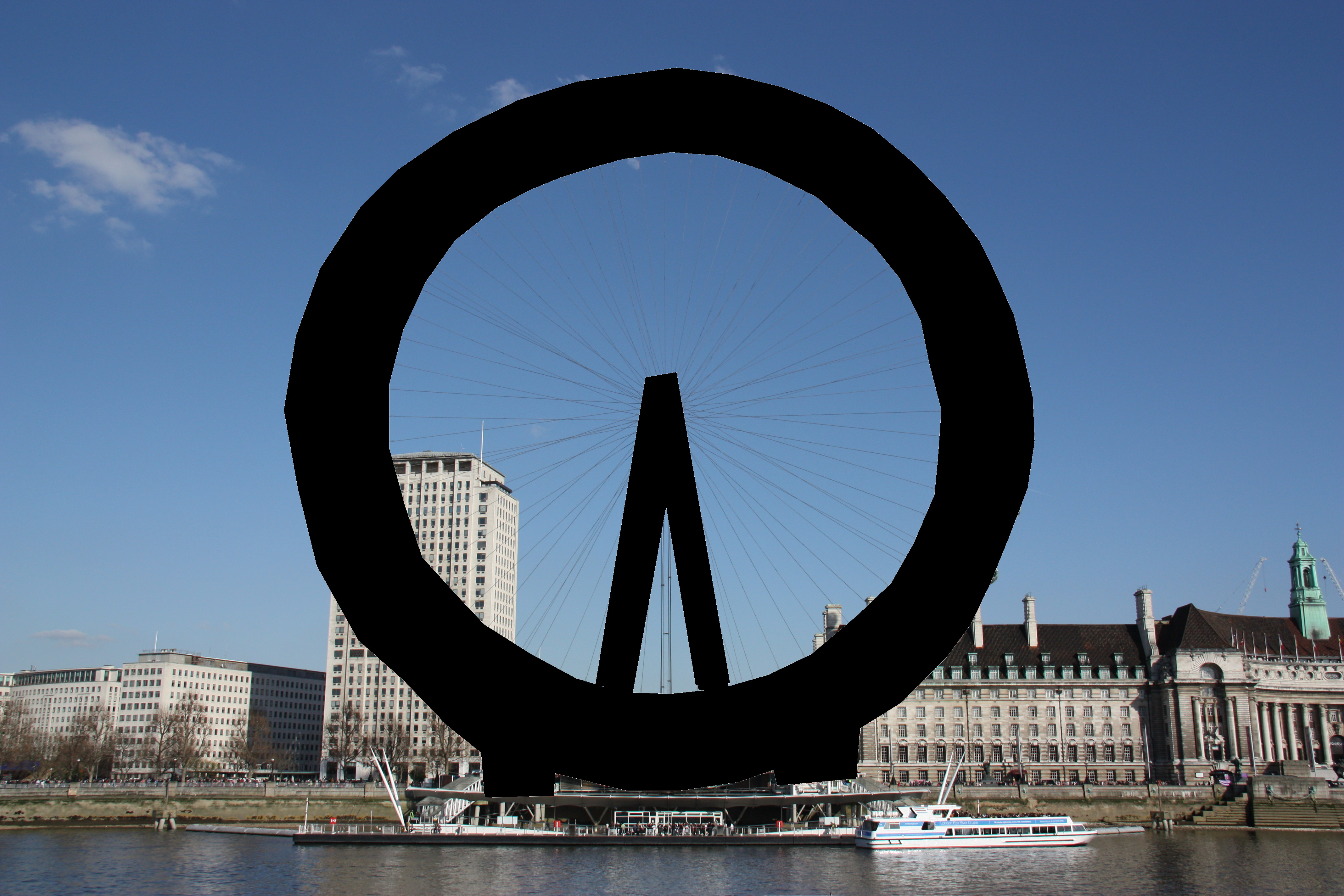
2015年，《The Signpost》对欧洲修改全景自由版权限制的报道被不同语种的刊物报道，包括德语、意大利语、波兰语和俄语

2015年6月，该报报道欧洲修改全景自由法，可能会增加版权限制。《The Signpost》为不同语种刊物的参考来源，包括英语、德语、意大利语、波兰语和俄语。

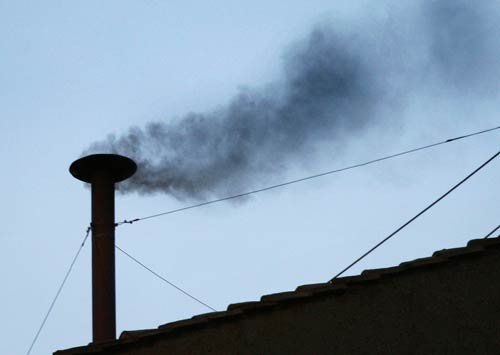
《海思在线》提到《Signpost》在报道维基媒体基金会执行董事莱拉·特列季科夫所引起的争议，使用教宗选举的图片，象征基金会董事会面临的压力

2015年1月，维基百科用户Gamaliel和Go Phightins!担任《The Signpost》总编。前任ed17指自己在任期间，报纸关注点从英文维基百科，扩展到更广的维基媒体运动。2015年1月的十周年回顾特刊中，Gamaliel强调维基百科社群的协作与参与，让报纸质量不断完善，他邀请用户提供意见，加入采编团队。Go Phightins!和Gamaliel在就任主编的首期报纸中提及《The Signpost》的独特角色：“我们会坚持发声，坚持独立地位，独立于维基媒体基金会、各维基媒体分会、维基教育基金会及其他实体。”
2016年1月，《财富》和《Ars Technica》引述《The Signpost》，报道维基百科编辑对阿农·格舒里加入维基媒体基金会董事会提出不信任动议。2016年2月，报纸报道莱拉·特列季科夫留任维基媒体基金会执行董事所引发的争议及混乱，配上教宗选举结果出炉时，烟囱冒出黑烟的图片。《海思在线》认为，这张照片暗示董事会在压力之下采取行动。报纸撰稿人安德烈亚斯·科尔贝（Andreas Kolbe）表示“打造一款成功的搜索引擎无异于将志愿者们变成‘不计报酬的仓鼠’”。

## 内容
《The Signpost》发表的报道涵盖维基媒体社群、维基媒体基金会及其他与维基百科相关的项目，内容免费提供。该报由维基百科社群主办。2005到2016年3月，《The Signpost》每周出版。2016年4月，由于缺乏人手，该报在名义上将出版周期更为两个星期（即每两个礼拜出版一期），实际上该报在2017年1月和2月只出版了三期，4月、5月和6月均未出版，现改为月报。读者可以选择通过电子邮件接受新刊通知，或是注册维基百科帐号，在个人的用户讨论页上接受通知。
该报提醒维基百科的编辑参与正在进行的协议计划，改善网站上的条目，同时集中通知近期学术界对维基百科的研究。报纸还设有仲裁报告专栏（前称“冗长诉讼报告”（The Report on Lengthy Litigation）），详细记载维基百科仲裁委员会所受理的仲裁案件。
报纸存档向公众开放，方便读者研究维基百科历史。

## 分析
2009年，彼得·科涅茨尼（Piotr Konieczny）在同行评审学术期刊《社會學論壇》发表文章，称《The Signpost》是大维基百科社群附属社群的实例。同年，科涅茨尼在社会运动期刊《界面》（Interface）称《The Signpost》呈现出志愿者贡献内容网站的“复杂性和丰富性”。
洛斯阿拉莫斯国家实验室和达特茅斯学院的研究员依靠《The Signpost》历史存档追踪维基百科的编辑中断，于2011年的IEEE/WIC/ACM国际网络智能大会（International Conference on Web Intelligence）公布成果。2013年，杰玛·贝利斯（Gemma Bayliss）在《新图书馆学学术评论》（New Review of Academic Librarianship）期刊研究维基百科在高等教育界的声誉，她审阅过《Signpost》的Twitter提要，确认研究存在时效性。

## 评价
2007年，《纽约时报》认为《The Signpost》是“实体模型报纸”，复刻了维基百科的复古风格特征，“凸显媚俗的特别形象”。约翰·布劳顿2008年的著作《维基百科编辑手册》认为有雄心的维基百科编者必须阅读《The Signpost》：“如果你想随时维基百科，务必订阅......《The Wikipedia Signpost》。”
《财富》称《The Signpost》是“维基百科的内部报纸”。2016年，《The Register》执行编辑安德鲁·奥尔洛夫斯基称《The Signpost》是“维基百科专属的敢言报纸”。《Ars Technica》科技政策编辑乔·穆林（Joe Mullin）提到，《The Signpost》公开所获得的泄露文件，显示奈特基金会于2016年2月资助维基百科基金会成立搜索引擎项目“知识引擎”。《非营利季刊》（Nonprofit Quarterly）总编露丝·麦坎布里奇（Ruth McCambridge）撰文介绍知识引擎所引发的争议，指导有科技头脑的读者去阅读《The Signpost》，“更好地了解计划中的内容”。托斯滕·克莱因茨（Torsten Kleinz）在《海思在线》撰文时表示：“《The Signpost》在官方通讯停刊的时候跳入缺口，公开鲜为人知的事实，激起一场有根据的讨论。”

## 延伸阅读
- Snow, Michael. . The Wikipedia Signpost. 2005-01-10  [2016-03-01]. （原始内容存档于2021-06-10）.
- Ral315. . The Wikipedia Signpost. 2005-08-15  [2016-03-01]. （原始内容存档于2021-06-10）.
- Ral315. . The Wikipedia Signpost. 2007-09-24  [2016-03-01]. （原始内容存档于2021-06-10）.
- Ral315. . The Wikipedia Signpost. 2008-02-18  [2016-03-01]. （原始内容存档于2021-06-10）.
- Ral315. . The Wikipedia Signpost. 2008-02-25  [2016-03-01]. （原始内容存档于2021-02-21）.
- Ral315. . The Wikipedia Signpost. 2008-07-07  [2016-03-01]. （原始内容存档于2021-06-10）.
- Ral315. . The Wikipedia Signpost. 2008-11-24  [2016-03-01]. （原始内容存档于2020-11-09）.
- Ragesoss. . The Wikipedia Signpost. 2009-02-16  [2016-03-01]. （原始内容存档于2021-06-10）.
- Ragesoss, Mono and Pretzels. . The Wikipedia Signpost. 2010-06-07  [2016-03-01]. （原始内容存档于2021-06-10）.
- HaeB. . The Signpost. 2011-07-11  [2016-03-01]. （原始内容存档于2021-06-10）.
- Jarry1250. . The Signpost. 2011-09-19  [2016-03-01]. （原始内容存档于2021-06-10）.
- The ed17. . The Signpost. 2012-05-21  [2016-03-01]. （原始内容存档于2021-06-10）.
- The ed17. . The Signpost. 2015-01-21  [2016-03-01]. （原始内容存档于2020-09-15）.
- Gamaliel. . The Signpost. 2015-01-21  [2016-03-01]. （原始内容存档于2020-09-15）.
- Go Phightins! and Gamaliel. . The Signpost. 2015-01-28  [2016-03-01]. （原始内容存档于2021-04-30）.
- Wikipedia editors. . The Signpost. 2016  [2016-03-01]. （原始内容存档于2021-06-10）.